# Manville (Wyoming)
Manville è un centro abitato (town) degli Stati Uniti d'America, situato nella Contea di Niobrara nello Stato del Wyoming. Nel censimento del 2000 la popolazione era di 101 abitanti.

## Geografia fisica
Secondo i rilevamenti dell'United States Census Bureau, la località di Manville si estende su una superficie di 0,7 km², tutti occupati da terre.

## Popolazione
Secondo il censimento del 2000, a Manville vivevano 101 persone, ed erano presenti 32 gruppi familiari. La densità di popolazione era di 138,1 ab./km². Nel territorio comunale si trovavano 54 unità edificate. Per quanto riguarda la composizione etnica degli abitanti, il 100% era bianco.
Per quanto riguarda la suddivisione della popolazione in fasce d'età, il 17,8% era al di sotto dei 18, il 3,0% fra i 18 e i 24, il 16,8% fra i 25 e i 44, il 27,7% fra i 45 e i 64, mentre infine il 34,7% era al di sopra dei 65 anni di età. L'età media della popolazione era di 58 anni. Per ogni 100 donne residenti vivevano 90,6 uomini.